# Olofström (đô thị)
Đô thị Olofström (Olofströms kommun) là một đô thị của hạt Blekinge phía nam Thụy Điển. Đô thị này giáp to Osby (đô thị), Kristianstad (đô thị), Bromölla (đô thị), Sölvesborg (đô thị), Karlshamn (đô thị), Tingsryd (đô thị), và Älmhult (đô thị). Thị trấn Olofström là thủ phủ của đô thị này.
Các đơn vị Olofström (được tách khỏi Jämshög năm 1941) đã được sáp nhập với Kyrkhult và Jämshög năm 1967.
Cư dân địa phương nổi có Harry Martinson (1904-1978; đoạt Giải Nobel năm 1974), sinh ra ở Jämshög trong đô thị này.
Bảng dưới đây liệt kê các địa phương theo quy mô dân số thời điểm 31 tháng 12 năm 2006. The municipal seat is in bold characters.
| # | Địa phương | Dân số |
| - | ---------- | ------ |
| 1 | Olofström  | 7.425  |
| 2 | Jämshög    | 1.605  |
| 3 | Kyrkhult   | 1.016  |
| 4 | Vilshult   | 327    |
| 5 | Gränum     | 208    |
| 6 | Hemsjö     | 73     |

## Công nghiệp ô tô
Đô thị này là nơi đặt trụ sở của một số công ty ô tô lớn như Volvo Personvagnar AB (Volvo Cars). Volvo Cars có một nhà máy lớn tại Olofström.